# Sphaeriestes alternatus
Sphaeriestes alternatus es una especie de coleóptero de la familia Salpingidae.

## Distribución geográfica
Habita en Estados Unidos.